# Włodzimierz (Biriukow)
Włodzimierz, imię świeckie Wasilij Walentinowicz Biriukow (ur. 12 lutego 1966 r. w Kołpaszewie) - rosyjski biskup prawosławny.

## Życiorys
Uczył się w technikum budowy maszyn w Dmitrowgradzie, następnie w latach 1985-1987 odbył zasadniczą służbę wojskową. Po jej zakończeniu wstąpił do seminarium duchownego w Leningradzie. Po dwóch latach nauki, 19 sierpnia 1989 r., przyjął święcenia diakońskie z rąk metropolity nowosybirskiego i barnaułskiego Gedeona, w soborze Wniebowstąpienia Pańskiego w Nowosybirsku. Następnego dnia ten sam hierarcha wyświęcił go na kapłana. Wasilij Biriukow został proboszczem parafii Spotkania Pańskiego w Bierdsku, równocześnie kontynuując naukę w seminarium w Moskwie w trybie zaocznym i uzyskując dyplom końcowy w r. 1994.
Od 1998 r. był równocześnie proboszczem parafii Spotkania Pańskiego i proboszczem katedralnej parafii Przemienienia Pańskiego w Bierdsku. W obu miejscach niósł posługę do 2014 r. W tym samym roku otrzymał godność protojereja. Od 2006 r. do 2017 r. był dziekanem dekanatu centralnego eparchii nowosybirskiej (przemianowanego w 2012 r. na dekanat nowosybirski wiejski). Od 2012 r. do 2017 r. zasiadał w radzie eparchialnej.
W latach 2014-2017 był zastępcą proboszcza soboru Przemienienia Pańskiego w Bierdsku, zaś w latach 2017-2018 etatowym duchownym parafii Spotkania Pańskiego w Bierdsku. Na początku 2018 r. zamieszkał w monasterze św. Michała Archanioła w Kozysze.
9 marca 2018 r. złożył wieczyste śluby mnisze na ręce metropolity nowosybirskiego i bierdskiego Tichona, zachowując dotychczasowe imię.
W kolejnych miesiącach r. 2018 służył w soborze Wniebowstąpienia Pańskiego w Nowosybirsku, zaś w latach 2018-2019 był proboszczem parafii Trójcy Świętej i św. Włodzimierza w Nowosybirsku. W 2019 r. został dziekanem I dekanatu wiejskiego, równocześnie obejmując ponownie stanowisko proboszcza parafii Przemienienia Pańskiego w Bierdsku.
W latach 2018-2021 kształcił się na Mińskiej Akademii Duchownej, uzyskując stopień magistra teologii.
27 grudnia 2023 r. Święty Synod Rosyjskiego Kościoła Prawosławnego nominował go na biskupa kaińskiego i barabińskiego. Cztery dni później, w związku z tą decyzją, otrzymał godność archimandryty. Jego chirotonia biskupia odbyła się 15 lutego 2024 r. w soborze Chrystusa Zbawiciela w Moskwie, pod przewodnictwem patriarchy moskiewskiego i całej Rusi Cyryla.